# 澳門國父紀念館
澳門國父紀念館（葡萄牙語：Casa Memorial do Dr. Sun Yat-Sen），是位於澳門特別行政區文第士街紀念中華民國國父孫中山的紀念館，係由中華民國大陸委員會之附屬公司擁有，並由下屬之港澳處澳門辦事處所管理。

## 歷史
建築物早建於1918年，由孫中山先生的胞兄孫眉斥資興建，原為孫中山與其家人之寓所。於1931年8月13日清晨，曾因遭附近的澳門總督官邸火藥庫爆炸所波及，及後澳葡政府向孫中山的兒子、時任行政院院長的孫科作出賠償，孫科以該賠償金並且另外斥資九萬銀元，將其重建成現建築之樣貌。現時的3層高建築物是一座伊斯蘭教摩爾式建築。直至1932年，孫中山之子孫哲生與孫中山之元配夫人盧慕貞在此居住。及至盧慕貞在1952年9月逝世後，於1958年易名為國父紀念館，門前匾額由中華民國首任監察院長于右任題字。
2019年反送中運動事件後，陸委會港澳辦事處原駐港澳官員因拒絕簽署一中承諾書而一直無法取得簽證續期而需回台，2022年9月13日自由時報報道稱：為防止澳門以後可能沒有派駐人員，而澳門國父紀念館藉機被澳門政府沒收而考慮優先出售，陸委會主委邱太三在同年10月6日之立法院內政委員會質詢時回應表示「未來澳門的相關情勢要做狀況研擬，不同的狀況有不同機制。」，而駐澳辦事處方則不作任何回應，而澳門辦事處職員於2022年10月獲簽證續期。
2024年3月8日，第四批不動產的評定行政法規公佈，新增包括國父紀念館在內的六個不動產，成為澳門歷史城區文物清單之不動產之一翌月陸委會主委邱太三稱若經評定通過，將影響管理運用與處置的彈性。

## 特色

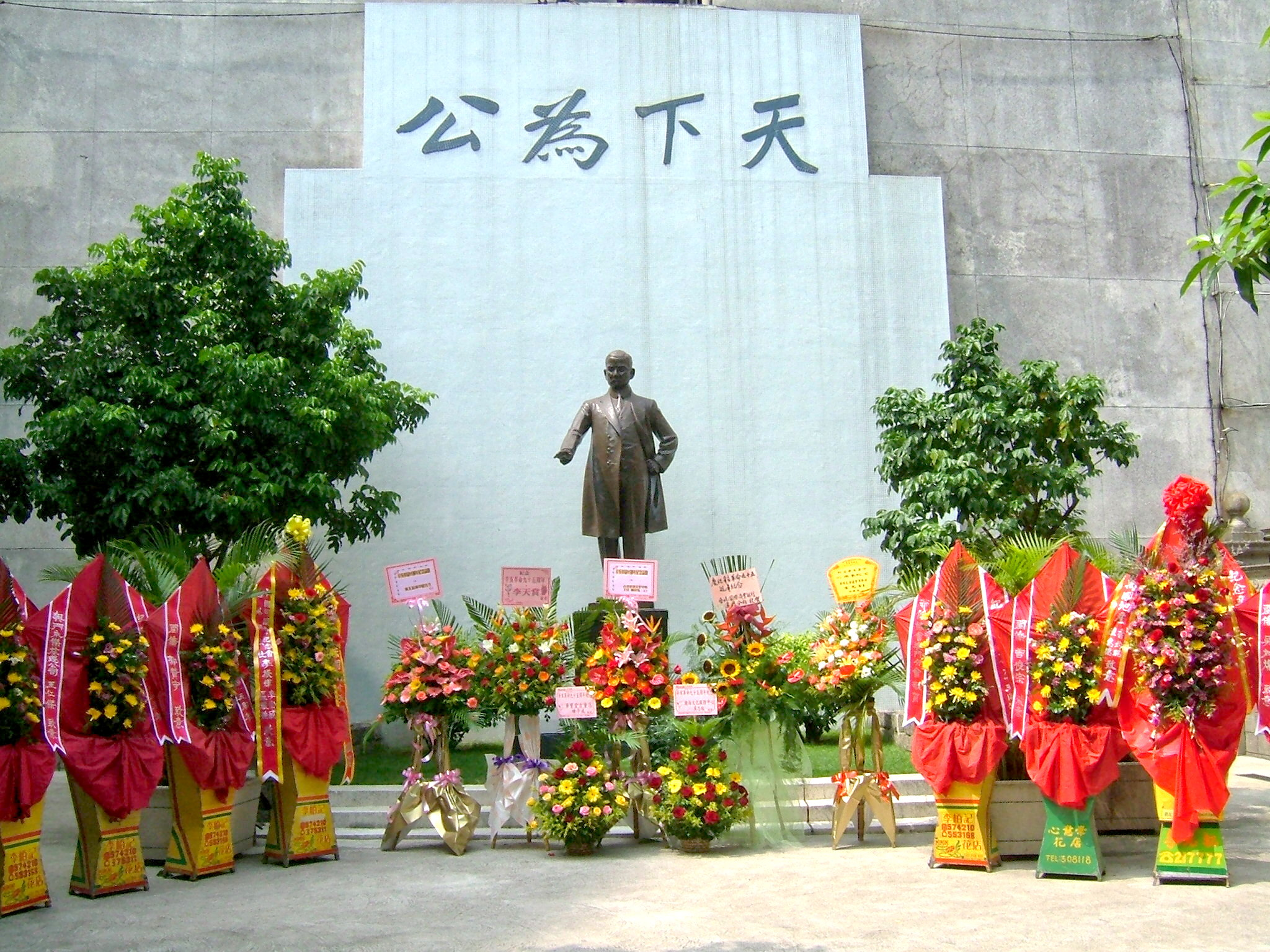
孫中山銅像

國父紀念館天井

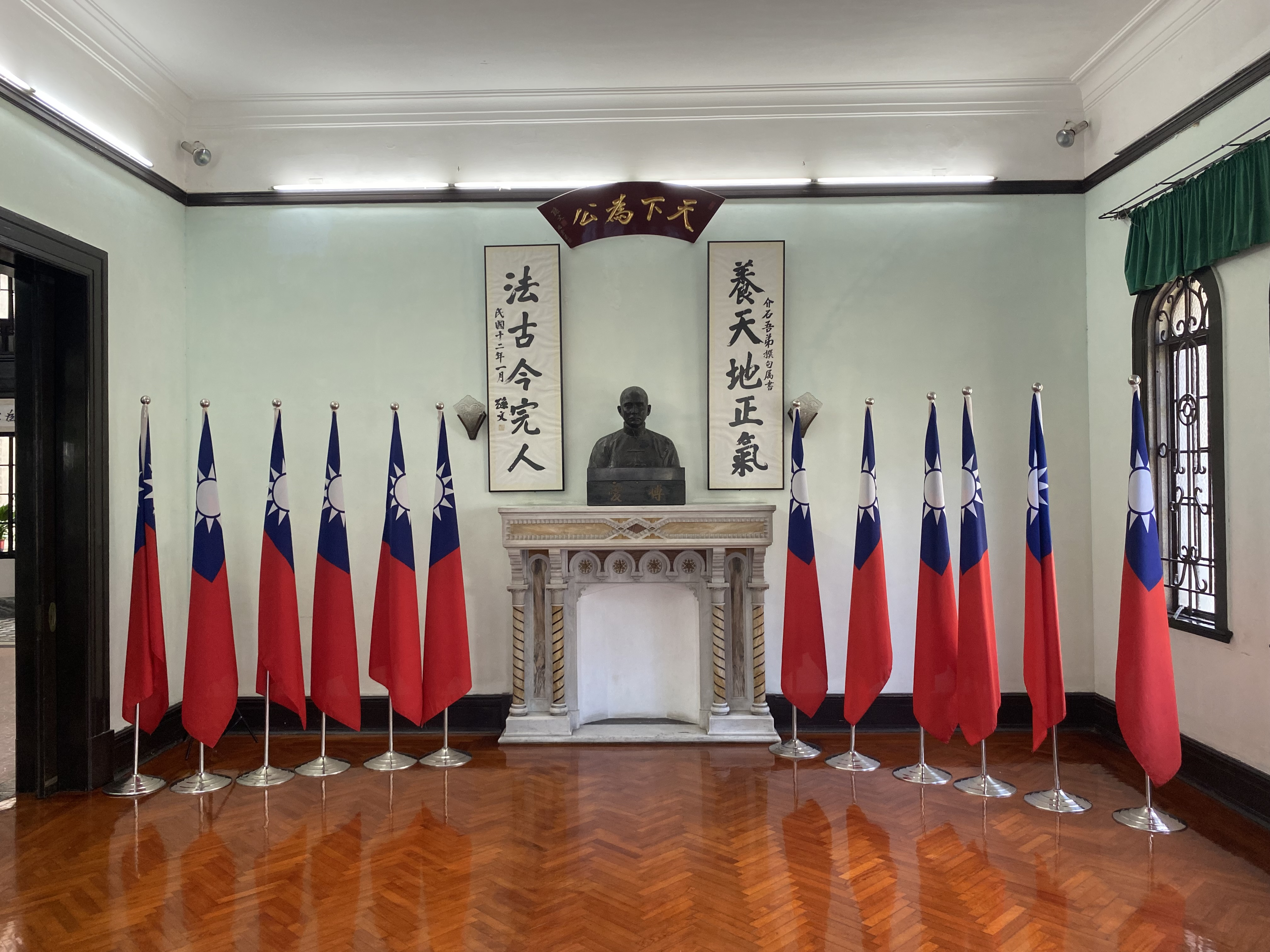
國父紀念館內部

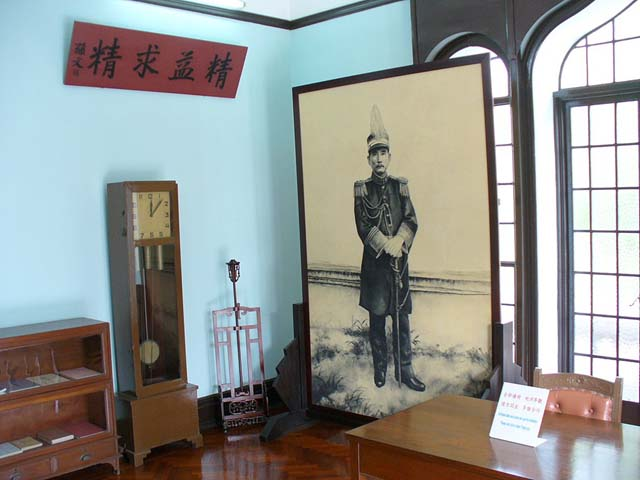
國父紀念館內部

### 展品
國父紀念館保留原貌，大部分房間保持原有佈置。展覽品有孫中山在澳門行醫時所用的物品、在廣州起義時之家具、孫中山的真跡和生前照片。

### 孫中山銅像
在紀念館側的花園豎立了一尊孫中山的全身銅像及“天下為公”四個大字。銅像乃孫中山之日籍友人梅屋所獻的紀念品，銅像由日本雕塑家牧田祥哉所設計。

### 鐵門
鐵門兩邊原本鑲有中華民國國徽。“一二·三”事件發生後，當時的澳門市行政局在1967年1月2日發出公告，禁止在澳門懸掛和顯示敵對中華人民共和國的外國旗幟、徽章和標誌。次日，澳門政府派員到該館拆除鐵門，並以專門訂造的素色鐵門取代。不過，展覽館內孫中山先生半身像兩旁仍然可以展示中華民國國旗，成為澳門唯一一處可以公開展示中華民國國旗的地方。

### 閱覽室
閱覽室對外開放，提供與孫中山先生和臺灣有關的書刊。

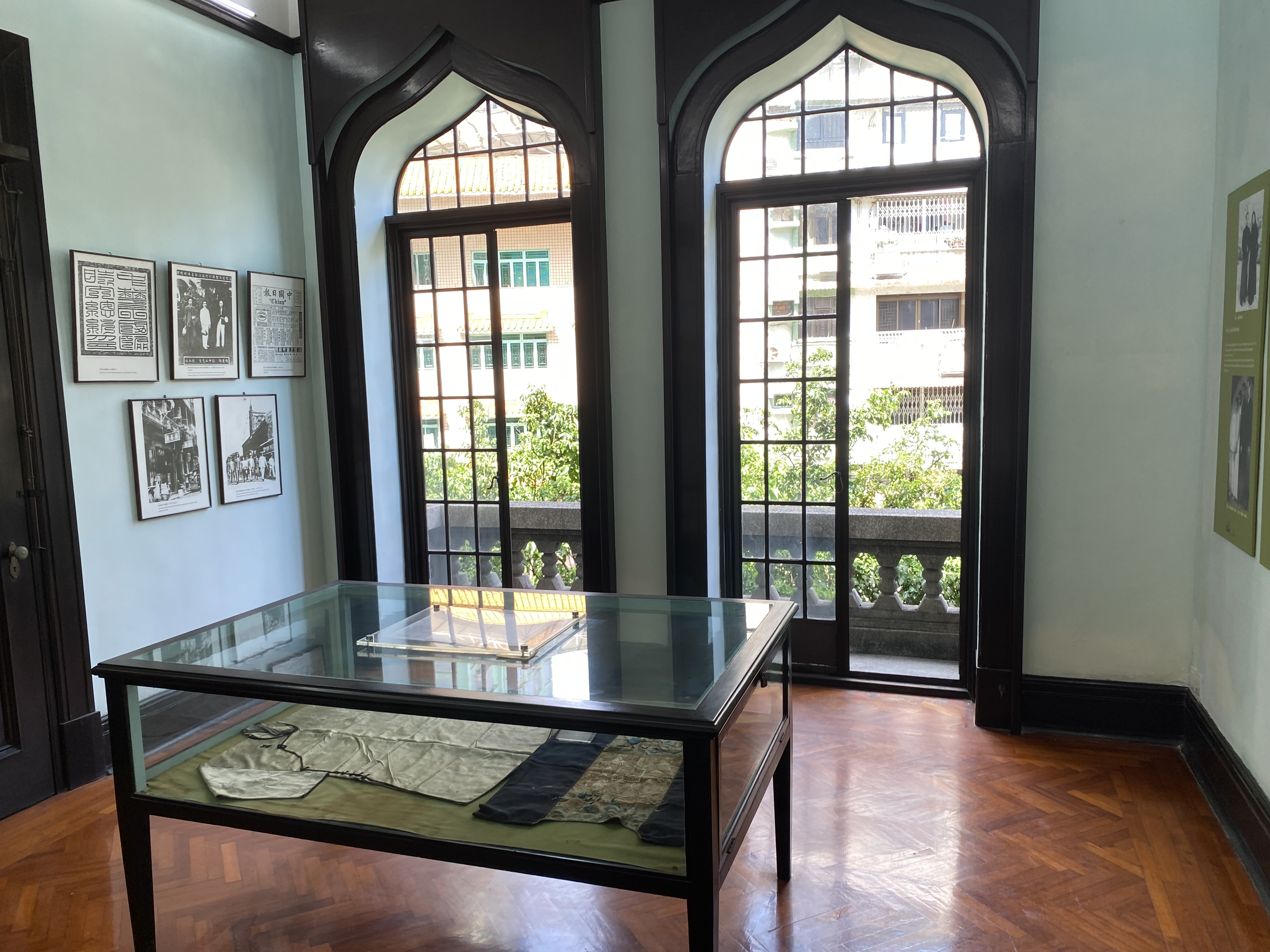
展覽
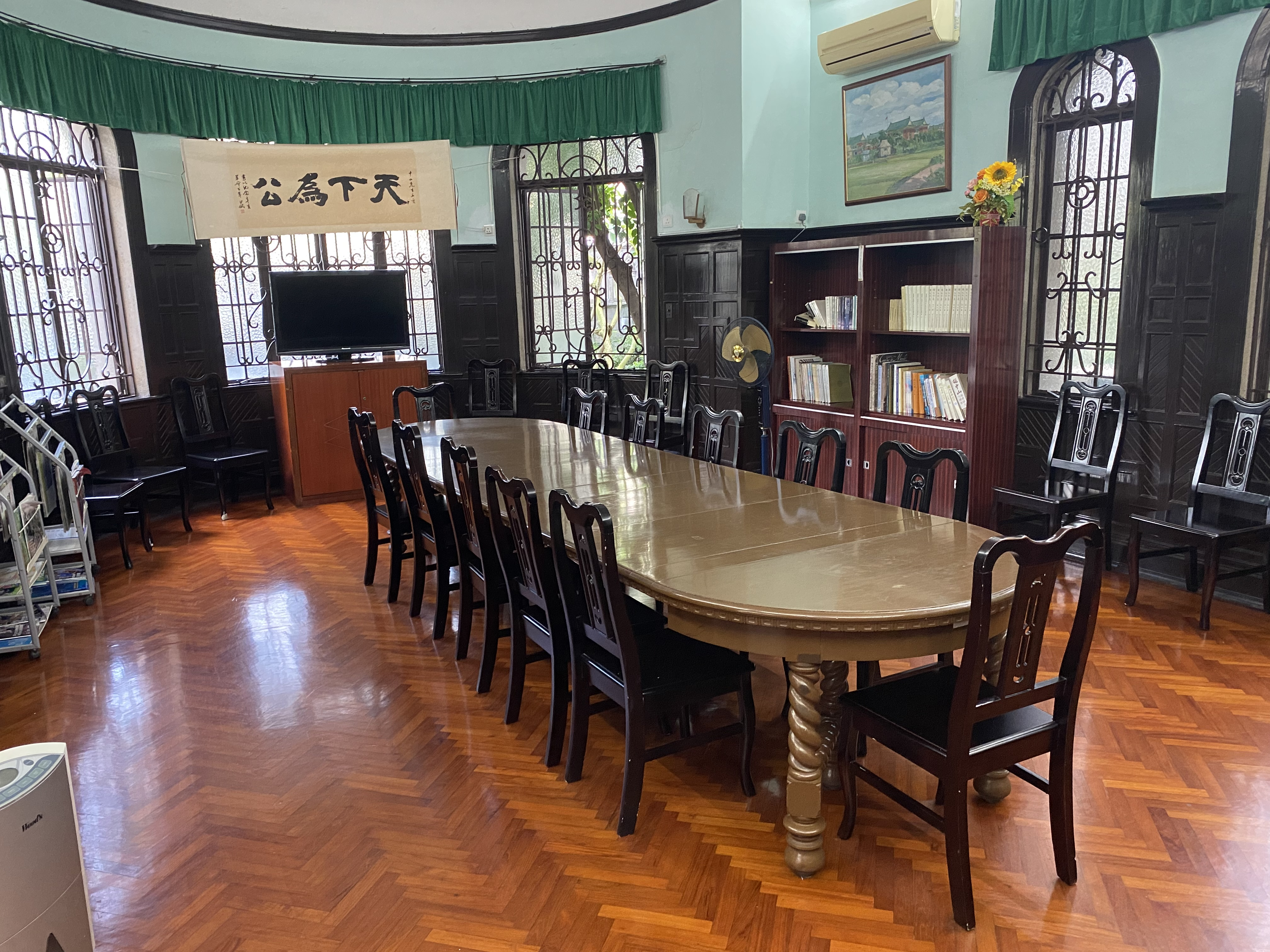
閱覽室
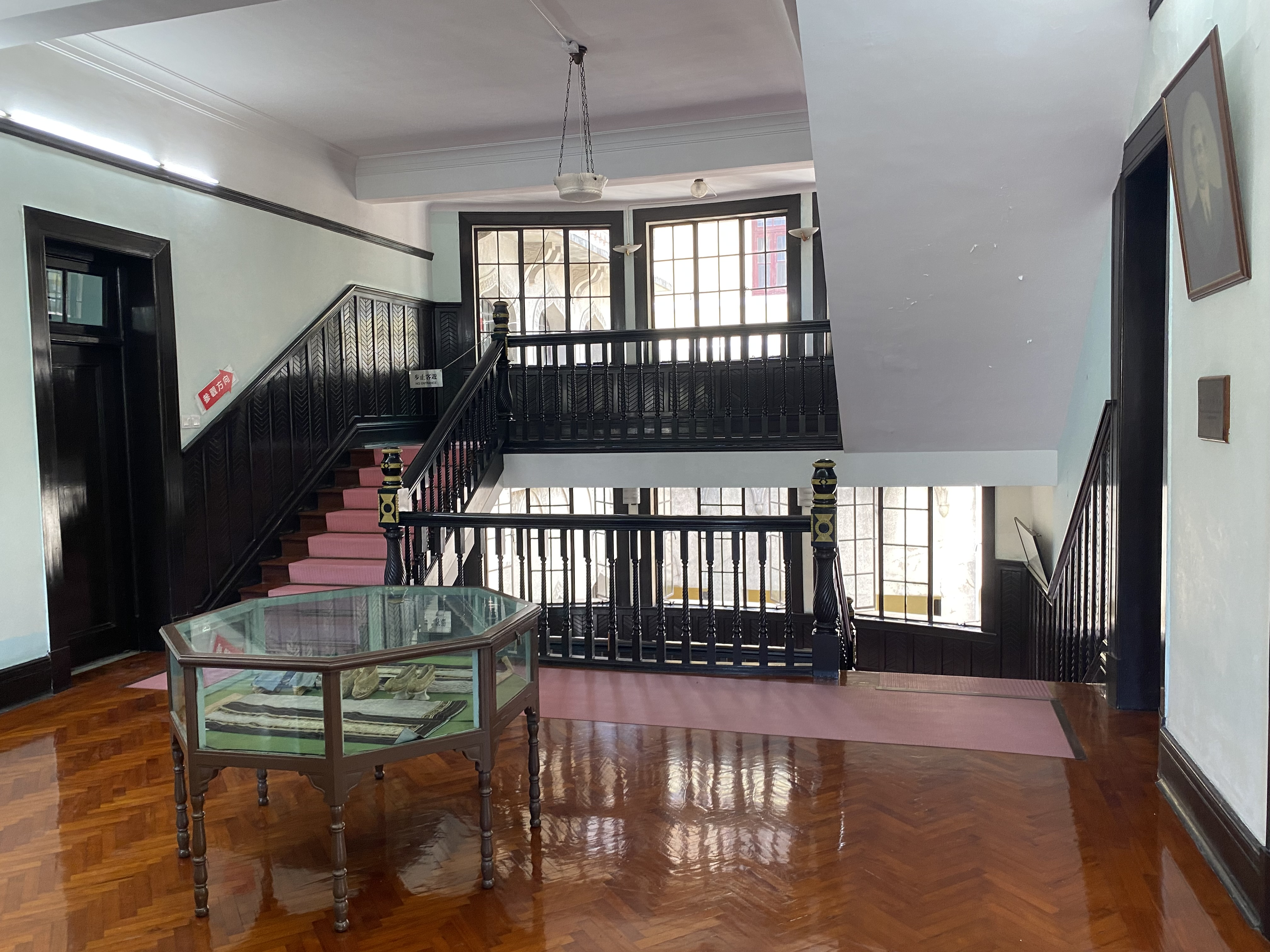
樓梯
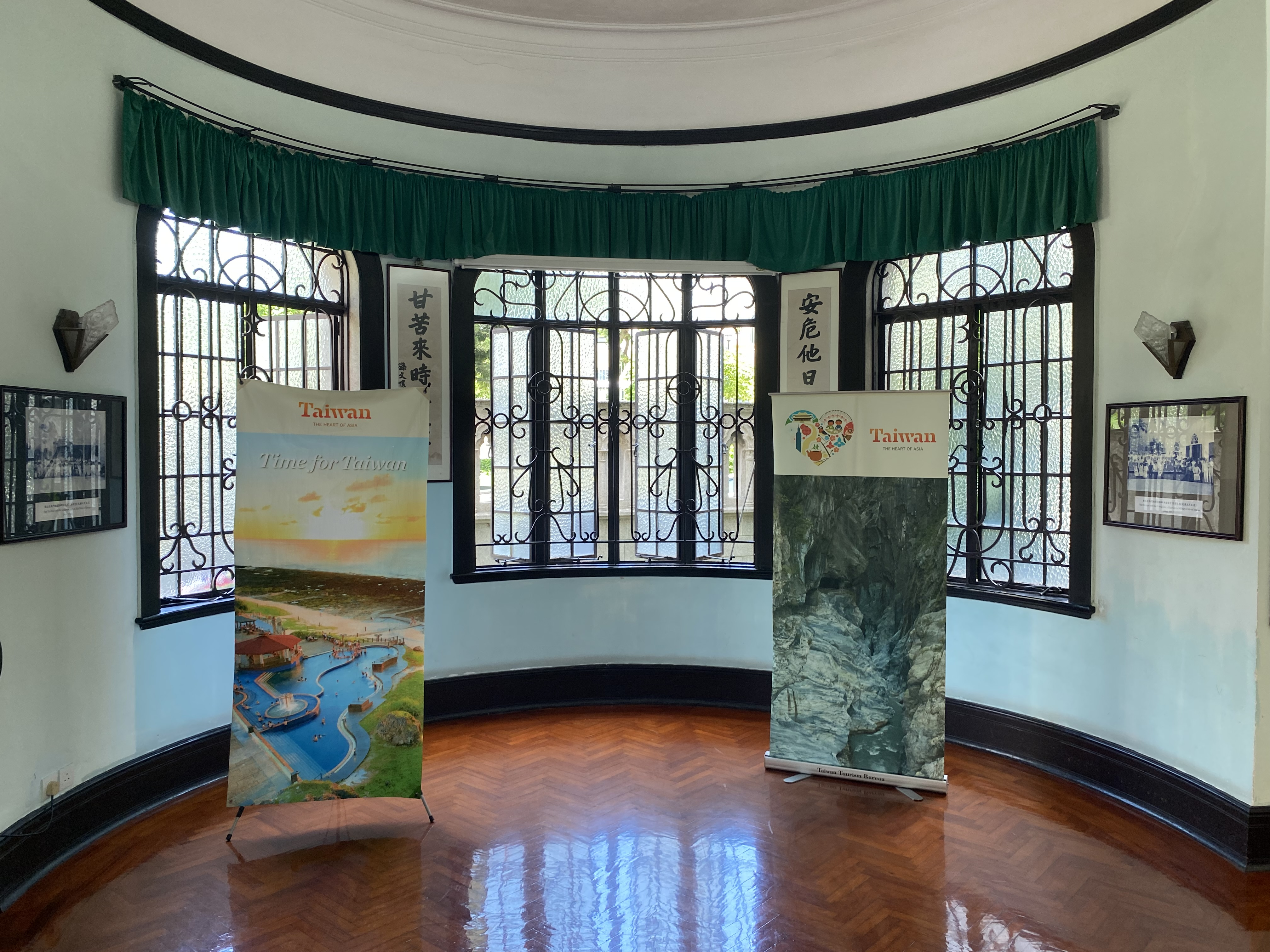
特色窗戶

## 相關資料

### 拾圓紙幣
澳門大西洋銀行於1991年7月與2001年1月發行之拾圓澳門幣紙幣的正面為國父紀念館。

## 外部連結
- 澳門國父紀念館的Facebook專頁
- 澳門國父紀念館介紹 （页面存档备份，存于）（陸委會澳門辦事處）
- 澳門國父紀念館介紹（澳門旅遊局）
- 澳門國父紀念館介紹（澳門特區政府文化局）